# Pont de la Tournelle
El pont de la Tournelle és un pont que travessa el Sena a París, a França.

## Geografia
Connecta el  4t districte, a nivell de l'île Saint-Louis, amb el  5è districte, sobre el quai de la Tournelle.
L'Administració hi mesura el nivell de les crescudes al centre de París d'ençà 1759.

## Història
L'emplaçament del pont de la Tournelle ha conegut nombroses obres successives per salvar el Sena. A l'edat mitjana, hi existia un pont de fusta, mig endut per una inundació el 21 de gener de 1651, que va ser reconstruït en pedra el 1656. Enderrocat el 1918, va ser reemplaçat pel pont actual el 1928.
El pont de la Tournelle és voluntàriament asimètric, per tal de posar en valor l'asimetria del paisatge del Sena en aquest indret. Compost d'un gran arc central connectat a les ribes per dos arcs més petits, és condecorat a la riba esquerra per un pilar de prop de 15 m superat per una estàtua de santa Genoveva,  patrona de París, realitzada per Paul Landowski.
El terme de «Tournelle» prové de la presència en aquest indret al segle xii d'una torreta de l'enceinte de Philippe Auguste reemplaçat aleshores per un petit  castell.

## Característiques
- Tipus de construcció: pont en arc encastat
- Construcció: 1928 - 1930
- Inauguració: 1930
- Arquitectes: Louis Guidetti, Pierre Guidetti
- Material: betó armat
- Longitud total: 120 m
- Amplada de la biga: 23 m
- Amplada útil: 23 m